# Гаррісон Ладинґтон
Гаррісон Ладинґтон (англ. Harrison Ludington; 31 липня 1812 — 17 червня 1891) — американський губернатор штату Вісконсин 1876—1878 років. Мер міста Мілвокі 1871—1872, 1873—1876.